# NGC 3374
NGC 3374 este o radiogalaxie situată în constelația Ursa Mare. A fost descoperită în 3 februarie 1788 de către William Herschel. Se află la o distanță de 106,8 megaparseci de Pământ.